# Single Album
Als Single Album (koreanisch: 싱글 음반 singgeul eumban) wird in der südkoreanischen Musikwirtschaft eine eigenständige musikalische Veröffentlichungsform bezeichnet.

## Beschreibung
Während der Begriff „Album“ auf internationaler Ebene als musikalische Veröffentlichung mit der Spiellänge eines Longplayers unabhängig von der Veröffentlichungsart (z. B: Tonträger, Musikdownload, Musikstreaming) verstanden wird, bezeichnet der Terminus „Album“ nach dem koreanischen Urheberrecht eine spezifische Veröffentlichung auf einem physischen Medienträger unabhängig von der Anzahl der Titel und der gesamten Spiellänge.
Ein Single Album enthält in vielen Fällen ein bis drei unterschiedliche Lieder, die auf einem physischen Träger auf den Markt gebracht werden, während eine Single in Südkorea ein einzelnes Lied darstellt, welches ausschließlich digital veröffentlicht wird. Obwohl sich die Begriffe „Single“ und „Single Album“ in ihrer Bedeutung ähnlich sind, handelt es dabei um zwei unterschiedliche Veröffentlichungsformen in der südkoreanischen Musikbranche. Im Westen wird der der Begriff, abhängig von seiner gesamten Spiellänge, entweder als Single oder als Extended Play interpretiert.
Aufgrund der dieser Tatsache ist es in Südkorea nicht unüblich, dass ein Single Album und eine Single in unterschiedlichen Charts einsteigen, auch wenn die Veröffentlichung aus einem einzigen Lied besteht. So wurde das Lied Gotta Go von Chungha als einziger Track auf dem Single Album XII als Tonträger veröffentlicht. Während das Single Album XII Platz vier der koreanischen Albumcharts erreichte, stieg das Lied Gotta Go auf Platz zwei der Singlecharts ein. Selbiges trifft auch zu, wenn der Titel der Single und des Single Albums identisch ist. Zum Beispiel erreichte das Single Album Why So Lonely der Idol-Gruppe Wonder Girls Platz drei der Albumcharts, während die gleichnamige Single Platz eins der Singlecharts erklamm.
Die Veröffentlichungsform des Single Albums entstand zu der CD-Ära in den 1990er-Jahren und waren in der Produktion günstiger im Vergleich zu regulären Studioalben. Die koreanischen Albumcharts von Circle Chart werten alle Verkaufszählen physisch vertriebener Ton- und Medienträger aus, weswegen Single-Alben mit regulären Studioalben und EPs konkurrieren, auch wenn ein Single Album lediglich ein einzelnes Lied aufweist. Die Singlecharts hingegen werten lediglich digitale Musikverkäufe und Musikstreaming aus.